# 後藤花
後藤 花（ごとう はな、2008年6月5日 - ）は、日本の歌手、アイドル。女性アイドルグループアンジュルムのメンバー。
埼玉県出身。アップフロントプロモーション所属。

## 略歴
2022年
- 「ハロー!プロジェクト 新メンバーオーディション2021」に合格し、2月15日、ハロプロ研修生への加入が発表された。
- 4月5日、テレビ東京系「おはスタ」の『おはガール練習生』に選出される。9月23日に池袋サンシャインシティ噴水広場で行われたイベントにて､河村果歩、土方エミリとともにおはガールに選出された。

2023年
- 1月25日、デジタルシングル「イッテラシャキット!!!」でシン・おはガールとしてデビュー。
- 4月30日、『Hello! Project 研修生発表会2023 ～春の公開実力診断テスト～』にてBerryz工房「あなたなしでは生きてゆけない」（課題曲）・モーニング娘。「Be Alive」（自由曲）を披露し、『準ベストパフォーマンス賞』（1,209票）を受賞。
- 5月23日、下井谷幸穂と共にアンジュルムへの加入が発表された。
- 11月4日、アンジュルム秋ツアー岩見沢公演で左足首を捻挫。安静にする必要があると医師より診断を受けたため、コンサートにおいてはしばらくの間「椅子に座って歌唱のみ参加」となることが発表された。
- 11月21日、突発性難聴のため当面の活動を中止することを発表した。
- 12月13日、『RED LINE/ライフ イズ ビューティフル!』でアンジュルムとしてメジャーデビュー。

2024年
- 1月3日開催の「Hello! Project 2024 Winter〜THREE OF US〜」から活動を再開。
- 2月7日放送の『おはスタ』でおはガールとしての活動を再開も、 3月22日放送の『おはスタ』を最後におはガールを卒業。研修生時代から数えて2年の活動期間だった。

2025年
- 9月10日、1st写真集「HANA」を発売予定。

## 人物
- ニックネームは、ごっちん、はなな[1]。メンバーカラーはシーブルー[1]。
- 血液型O型[2]。
- 趣味はペットの写真を撮ること[2]。
- 好きな音楽ジャンルはハロー!プロジェクト、J-POP[2]。
- 好きなスポーツはテニス[2]。
- 座右の銘は「笑顔は人生の花」[2]。

## 作品

### ミュージック・ビデオ
- OCHA NORMA 1stシングル「お祭りデビューだぜ!」（2022年7月13日）

## 出演

### テレビ
- おはスタ（2022年4月5日 - 2024年3月22日、テレビ東京） - おはガール練習生（- 9月22日）→シン・おはガール（9月23日 - 2024年3月22日）[5]

## 書籍

### 写真集
- HANA（2025年9月10日、オデッセー出版、撮影：柿沼隆介）ISBN 978-4-911265-11-6

## 所属グループ・ユニット
- シン・おはガール（2022年 - 2024年）
- アンジュルム　(2023年 - )